# Prazo processual
O prazo processual refere-se ao período de tempo para a prática de atos no âmbito de um processo judicial, determinados por lei, juiz, acordo entre as partes ou outros instrumentos legais, cujo objetivo é o curso adequado, correto e regular do processo. 
O prazo permite que as partes e seus advogados realizem as diligências necessárias, apresentem petições, contestações, recursos e cumpram outras obrigações dentro deste tempo. 
Em cada jurisdição, o funcionamento do prazo processual sempre depende do tipo de processo, âmbito, previsões legais e precedentes. No âmbito dos processos civis, o Brasil dispõe de prazos regulados pelo Código de Processo Civil brasileiro, nos artigos 218 a 232. Em Portugal, o Código de Processo Civil português dispõe de prazos dilatórios ou perentórios do artigo 138 a 143.

#### Prazo processual no Direito Processual Civil brasileiro
No Direito Processual Civil brasileiro, o prazo processual é o período estabelecido por lei ou por decisão judicial para a prática de atos no curso do processo, como a apresentação de contestação, recursos ou manifestações das partes. O Código de Processo Civil de 2015 (Lei nº 13.105/2015) promoveu mudanças significativas em relação ao código anterior de 1973, como a contagem dos prazos em dias úteis (art. 219) e a suspensão dos prazos entre 20 de dezembro e 20 de janeiro (art. 220), assegurando maior previsibilidade e equilíbrio entre os envolvidos no processo.
Outra inovação relevante foi a uniformização dos prazos para manifestações das partes, fixando-se, em regra, o prazo de 15 dias úteis, salvo disposição legal em contrário. O novo código também ampliou e detalhou as hipóteses de suspensão e interrupção dos prazos, além de reforçar a necessidade de intimação válida, sobretudo por meios eletrônicos, com o objetivo de garantir o contraditório e a ampla defesa.
O artigo 231 do CPC/2015 trata do termo inicial dos prazos processuais, que varia conforme a forma de comunicação do ato processual: por exemplo, quando a intimação for eletrônica, o prazo tem início no dia útil seguinte à consulta, desde que feita em até três dias úteis do envio; se for por oficial de justiça, conta-se da data do cumprimento do mandado; e se ocorrer em audiência, considera-se realizada na própria sessão. Essas regras visam trazer maior segurança e objetividade ao cômputo dos prazos no processo civil.